# Thomas Bryant
Thomas Jermaine Bryant (Nova Iorque, 31 de julho de 1997) é um jogador norte-americano de basquete profissional que atualmente joga no Indiana Pacers da National Basketball Association (NBA).
Ele jogou basquete universitário pela Universidade de Indiana e foi selecionado pelo Utah Jazz como a 42º escolha geral no draft da NBA de 2017.

## Carreira no ensino médio
Bryant jogou basquete na Bishop Kearney. Em seu segundo ano, ele levou seu time a um recorde de 17-8 e ao título da New York Class AA de 2013.
Após seu segundo ano, Bryant foi transferido para a Huntington Prep School em Huntington, West Virginia. Em seu terceiro ano, ele teve médias de 13,9 pontos, 12,9 rebotes e 2,8 bloqueios. Enquanto estava lá, ele jogou no Nike Elite Youth Basketball League. Em 3 de janeiro de 2015, Bryant registrou 23 pontos e 12 rebotes na vitória por 89-49 sobre Whitney Young.
Em seu último ano, Bryant teve médias de 17,3 pontos, 11,6 rebotes, 4,5 bloqueios e 2,5 roubos de bola. Ele foi classificado como o 20º melhor recruta na classe de 2015 pela ESPN e foi recrutado pesadamente por muitas universidades, incluindo Indiana, Kentucky, Syracuse e UCLA. No entanto, sua decisão final caiu para Indiana e Syracuse. De acordo com a sua mãe, que era fortemente a favor de Syracuse: "Ele escolheu Indiana porque o programa de basquete de Syracuse estava um caos." Enquanto Bryant tentava decidir qual universidade estudar, Syracuse estava no meio de uma investigação da NCAA, que acabou levando à perda de 12 bolsas, 108 vitórias e Jim Boeheim suspenso pelos primeiros 9 jogos da temporada de 2015-16 da ACC.
O compromisso verbal final de Bryant com Indiana foi televisionado em 4 de abril de 2015 durante o Dick's Sporting Goods National Tournament na ESPN.
Durante o McDonald's All-American Game, Bryant registrou 9 pontos e 3 rebotes em 16 minutos.

## Carreira universitária

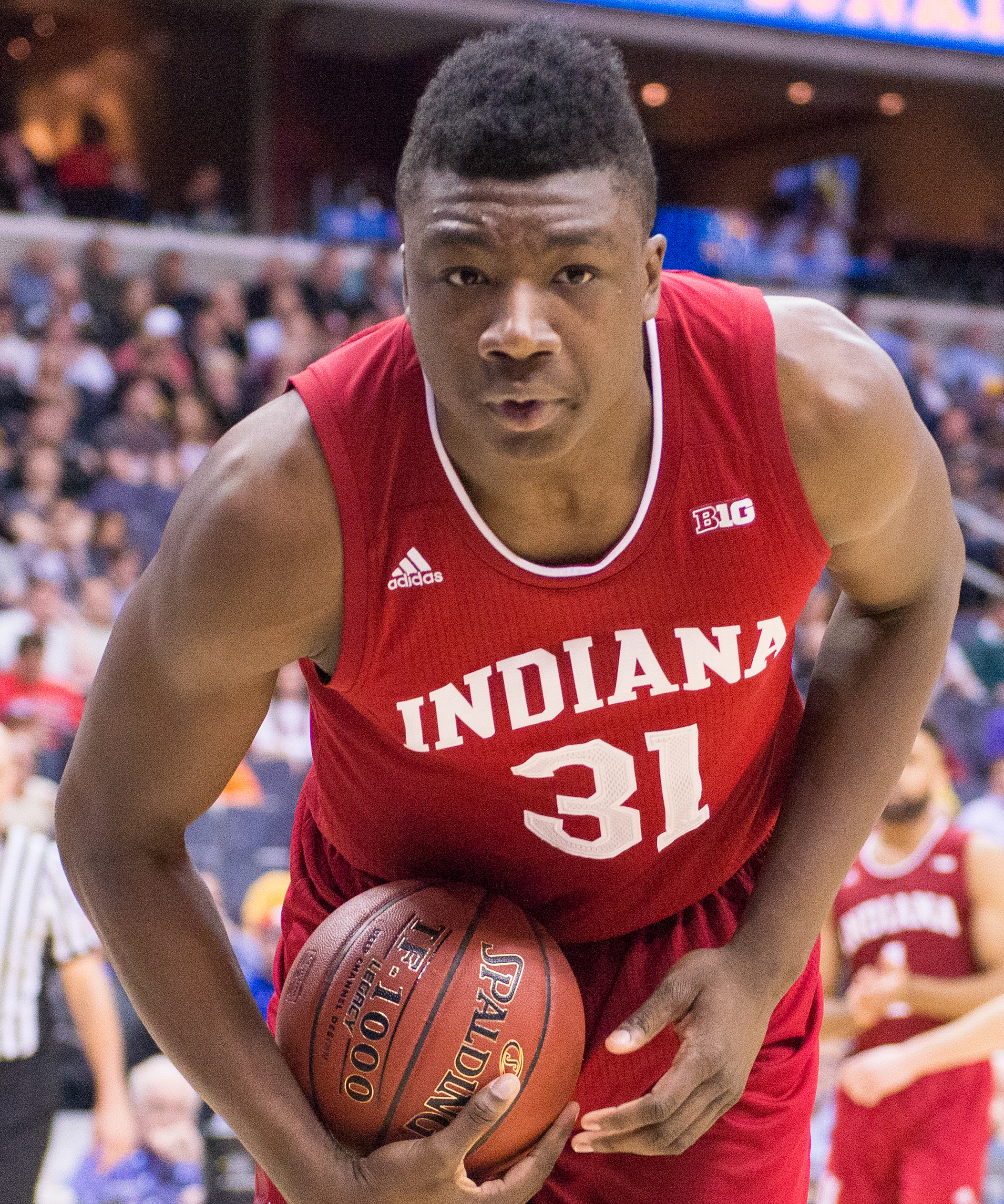
Bryant em 2017

Pelo Indiana Hoosiers, Bryant teve um excelente desempenho de 17 pontos, 7 rebotes e 4 bloqueios na vitória por 86-65 contra Creighton. Ele contribuiu com 19 pontos e cinco rebotes na vitória sobre o Kentucky no Torneio da NCAA. 
Como calouro, Bryant teve médias de 11,9 pontos e 5,8 rebotes e foi nomeado para a Equipe de Novatos e para a Terceira-Equipe da Big Ten.
Em seu segundo ano, ele teve médias de 12,6 pontos, 6,6 rebotes e 1,5 bloqueios. Bryant foi projetado como uma possível escolha entre os 5 primeiros no draft da NBA de 2017 junto com seu companheiro de equipe OG Anunoby.
Ele jogou basquete universitário pelo Indiana Hoosiers e foi selecionado pelo Utah Jazz como a 42º escolha geral no draft da NBA de 2017.

## Carreira profissional

### Los Angeles Lakers (2017–2018)
Em 22 de junho de 2017, Bryant foi escolhido pelo Utah Jazz como a 42º escolha geral no draft da NBA de 2017. Mais tarde, ele foi negociado junto com a 30ª escolha, Josh Hart, para o Los Angeles Lakers em troca da 28ª escolha do draft, Tony Bradley.
Em 30 de julho de 2017, Bryant assinou um contrato de 2 anos e US$2.19 milhões com os Lakers.
Os Lakers designaram Bryant para seu afiliado na G-League, o South Bay Lakers. Após a temporada de 2017-18, ele foi nomeado para a Primeira Equipe da G-League.
Em 30 de junho de 2018, os Lakers dispensaram Bryant.

### Washington Wizards (2018–2022)

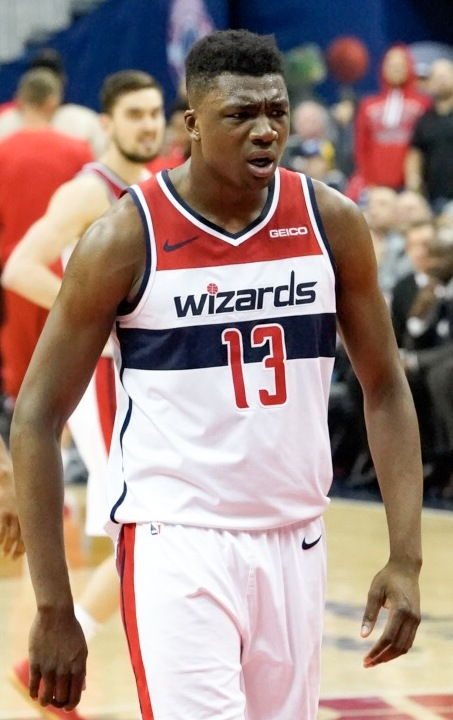
Bryant com os Wizards em 2019

Em 2 de julho de 2018, Bryant assinou um contrato de 3 anos e US$25 milhões com o Washington Wizards.
Em 22 de dezembro de 2018, Bryant marcou 31 pontos, o recorde de sua carreira, contra o Phoenix Suns.
Em 10 de janeiro de 2021, os Wizards anunciaram que Bryant havia rompido parcialmente o ligamento cruzado anterior de seu joelho esquerdo durante uma derrota por 124-128 para o Miami Heat. Em 12 de janeiro de 2022, ele a jogar pelos Wizards, marcando seis pontos na vitória por 112–106 sobre o Orlando Magic.

### Retorno ao Lakers (2022–2023)
Em 6 de julho de 2022, Bryant assinou um contrato com o Los Angeles Lakers.
Em 18 de dezembro, ele fez a cesta que deu a vitória aos Lakers sobre o seu ex-time, Washington Wizards, por 119–117. Em 22 de janeiro de 2023, Bryant registrou 31 pontos e 14 rebotes na vitória por 121–112 sobre o Portland Trail Blazers.

### Denver Nuggets (2023)
Em 9 de fevereiro de 2023, Bryant foi negociado com o Denver Nuggets em uma troca de quatro times que também envolveu o Los Angeles Clippers e o Orlando Magic. Na mesma temporada conquistou seu primeiro anel da NBA contra o Miami Heat.

### Miami Heat (2023–2024)
Em 2 de julho de 2023, Bryant assinou um contrato de US$ 5,4 milhões por 2 anos com o Miami Heat. Em 3 de julho de 2024, ele assinou novamente com o Heat.

### Indiana Pacers (2024–Presente)
Em 15 de dezembro de 2024, Bryant foi trocado para o Indiana Pacers em troca do direito de trocar escolhas de segunda rodada no draft da NBA de 2031.

## Estatísticas da carreira

### NBA

#### Temporada regular
| Ano      | Equipe      | PJ  | PT  | MPJ  | AP   | 3P   | LL    | RT  | AS  | BR | TO  | PPJ  |
| -------- | ----------- | --- | --- | ---- | ---- | ---- | ----- | --- | --- | -- | --- | ---- |
| 2017-18  | L.A. Lakers | 15  | 0   | 4.8  | .381 | .100 | .556  | 1.1 | .4  | .1 | .1  | 1.5  |
| 2018-19  | Washington  | 72  | 53  | 20.8 | .616 | .333 | .781  | 6.3 | 1.3 | .3 | .9  | 10.5 |
| 2019-20  | Washington  | 46  | 36  | 24.9 | .581 | .407 | .741  | 7.2 | 1.8 | .5 | 1.1 | 13.2 |
| 2020-21  | Washington  | 10  | 10  | 27.1 | .648 | .429 | .667  | 6.1 | 1.5 | .4 | .8  | 14.3 |
| 2021-22  | Washington  | 27  | 9   | 16.3 | .520 | .286 | .875  | 4.0 | .9  | .2 | .8  | 7.4  |
| 2022-23  | L.A. Lakers | 41  | 25  | 21.4 | .654 | .440 | .741  | 6.8 | .7  | .3 | .6  | 12.1 |
| 2022-23  | Denver      | 18  | 1   | 11.4 | .485 | .444 | .722  | 3.3 | .1  | .1 | .4  | 4.6  |
| 2023–24  | Miami       | 38  | 4   | 11.6 | .577 | .182 | .872  | 3.7 | .6  | .3 | .4  | 5.7  |
| 2024–25  | Miami       | 10  | 0   | 11.5 | .429 | .353 | 1.000 | 3.2 | .4  | .1 | .9  | 4.1  |
| Carreira | Carreira    | 277 | 138 | 16.6 | .543 | .330 | .772  | 4.6 | .8  | .2 | .6  | 8.1  |

#### Play-In
| Ano  | Equipe | PJ | PT | MPJ | AP   | 3P | LL    | RT  | AS | BR | TO | PPJ |
| ---- | ------ | -- | -- | --- | ---- | -- | ----- | --- | -- | -- | -- | --- |
| 2024 | Miami  | 1  | 0  | 4.0 | .500 | —  | 1.000 | 3.0 | .0 | .0 | .0 | 4.0 |

#### Playoffs
| Ano      | Equipe   | PJ | PT | MPJ | AP   | 3P   | LL   | RT  | AS | BR | TO | PPJ |
| -------- | -------- | -- | -- | --- | ---- | ---- | ---- | --- | -- | -- | -- | --- |
| 2023†    | Denver   | 1  | 0  | .5  | —    | —    | —    | .0  | .0 | .0 | .0 | .0  |
| 2024     | Miami    | 2  | 0  | 8.9 | .714 | .000 | .667 | 2.5 | .5 | .0 | .0 | 6.0 |
| Carreira | Carreira | 3  | 0  | 4.7 | .714 | .000 | .667 | 1.2 | .2 | .0 | .0 | 3.0 |

### G-League
| Ano     | Equipe    | PJ | PT | MPJ  | AP   | 3P   | LL   | RT  | AS  | BR | TO  | PPJ  |
| ------- | --------- | -- | -- | ---- | ---- | ---- | ---- | --- | --- | -- | --- | ---- |
| 2017–18 | South Bay | 37 | 35 | 30.7 | .595 | .364 | .674 | 7.4 | 2.1 | .6 | 1.5 | 19.7 |

### Universitário
| Ano      | Equipe   | PJ | PT | MPJ  | AP   | 3P   | LL   | RT  | AS  | BR | TO  | PPJ  |
| -------- | -------- | -- | -- | ---- | ---- | ---- | ---- | --- | --- | -- | --- | ---- |
| 2015–16  | Indiana  | 35 | 35 | 22.6 | .683 | .333 | .706 | 5.8 | 1.0 | .5 | .9  | 11.9 |
| 2016–17  | Indiana  | 34 | 34 | 28.1 | .519 | .383 | .730 | 6.6 | 1.5 | .8 | 1.5 | 12.6 |
| Carreira | Carreira | 69 | 69 | 25.3 | .601 | .358 | .718 | 6.1 | 1.2 | .6 | 1.2 | 12.2 |

## Prêmios e Homenagens
NBA
- Campeão da NBA: 2023